# 堀沢茉由
堀沢 茉由（ほりさわ まゆ、2001年4月3日 - ）は、日本のAV女優。アロハプロモーション所属。

## 略歴
2021年9月にFALENO専属女優としてAVデビュー。
光文社『FLASH』発表の2021年セクシー女優ランキング第37位。
2022年6月より専属を離れ、企画単体女優となる。
2022年12月1日、DMM GAMES「クリムゾン妖魔大戦 新キャラクター声優公開オーディション」にエントリー。
2023年6月、バンビプロモーションに移籍し、「かなめりあ」に改名した。
2024年7月30日、 DINOに移籍し「堀北まゆ」に改名。
2024年8月31日、Akiba Stella Cube「DINOスーパーLive夏祭り2024」トークコーナーにに参加。

## 人物
- 福島県出身[7]。
- 趣味・特技は散歩、コスメ集め、木登り[7]。
- 初体験は19歳の時で相手は同級生の彼氏で自分の家で。デビュー前までの経験人数その彼1人だった[8]。

## 出演作品

### アダルトDVD

#### FALENO専属期間
FALENOは『配信特化型AVメーカー』がコンセプトのメーカーのため、配信開始日も併記しています。
- 新人 Hな好奇心が旺盛なほぼ処女 堀沢茉由 AV Debut（9月26日配信、10月21日DVD発売）
- 「こんなのはじめてです…♡」初めてだらけの性感開発3本番スペシャル!! 堀沢茉由（10月27日配信、11月25日DVD発売）
- 入店初日の初ご奉仕。超高級ソープランドの初姫連射120分コース 堀沢茉由（11月26日配信、12月23日DVD発売）
- 体液で交感する絶え間ない官能セックス 堀沢茉由（12月27日配信、2022年1月27日DVD発売）

- にやにや確信犯パンチラ誘惑を覚えてしまったうちの妹 堀沢茉由（1月25日配信、2月23日DVD発売）
- 純情ポニテちゃん、大嫌いな店長の最悪教育的交尾で開発絶頂堕ち。堀沢茉由（2月22日配信、3月24日DVD発売）
- 痙攣交尾と絶頂潮と集団追い込みイカせ 堀沢茉由（3月22日配信、4月21日DVD発売）
- 120分間ず〜っと、私が追い込まれ続けるセックス 堀沢茉由（4月14日配信、5月12日DVD発売）

#### 企画単体期間
- 解禁 もうほぼ処女じゃないもん! Hな好奇心が抑えきれなくて初めてのナマ中出し 堀沢茉由（6月21日、本中）
- とっても優しいナースさんに早漏ギンギン敏感ち●ぽの介抱してもらいました!! 発射寸前なのに優しく触られて、も～限界! ドピュドピュッドピュピュー!!（6月24日、赤面女子）
- 「えっ! 今、ナカに出したでしょ?」早漏をゴマかす暴発後の延長ピストンで抜かずの追撃中出し!! 堀沢茉由  (7月5日、ワンズファクトリー)
- 嫌悪しか感じないご主人様に泣きたくなるほどイカされて… 堀沢茉由（7月28日、クリスタル映像）
- 希望を胸にやってきた新人メイドを朝から晩まで種付け痙攣性処理調教 嫌悪しか感じない男に泣きたくなるほど犯されて… 堀沢茉由（8月9日、クリスタル映像）
- 完ナマSTYLE@まゆ 初体験で中に出されて病みつきになって‘中出しOK’で募集するエッチ大好き茉由ちゃん 3年生（8月12日、First Star）
- 初めてお酒を飲んで酔った親友の彼女を寝取ってハメまくった 堀沢茉由（8月16日、MAXING）
- 玉が空っぽになるまで精液を搾りとる! 出張オイルマッサージ 堀沢茉由（8月20日、プラネットプラス）
- 『先生わたしのこと遊びじゃないならゴム無しでイッて』遊びで不倫していた教え子に妊娠SEXを迫られ思考停止した僕は何度も中出ししてしまった 堀沢茉由（9月2日、h.m.p）
- 優等生調教 卑猥な夏休み汗だく中出し妊娠夏合宿 堀沢茉由（9月6日、グローリークエスト）
- 湘南でキラキラ輝く水着ギャルを媚薬サンオイルでマッサージ!? 激発情! ハメ潮! イキ潮! 大量スプラッシュ! エンドレス膣痙攣! 本気汁3909cc! 怒涛の連続生中出し（9月9日、赤面女子）
- 制服を着た教え子は都合の良いセフレ。02 堀沢茉由（9月13日、宇宙企画）
- お金欲しさに軽い気持ちで臨んだパパ活。 case.7 女子大生 まゆ（9月16日、MAXING）
- 精飲観光 口内にザーメン含んでお口くちゅくちゅ♪ごっくん散歩 まゆ (24)（9月22日、SUN）
- 排卵日に孕ませ懇願! 天然Fカップ新人恥じらいご奉仕メイドお届けします。堀沢茉由（10月7日、ONE MORE
- ケツ穴をむしゃぶりつくされた地味っ娘J●! プリ尻震わすガニ股イキ 堀沢茉由（10月18日、ABC/妄想族）
- ごっくん大好き! タダまんドスケベ女子!! 堀沢茉由（10月20日、プラネットプラス）
- 夜行バスで声も出せずイカされた隙に生ハメされた女はスローピストンの痺れる快感に理性を失い中出しも拒めない 女子○生限定 11 イク寸前のチ○ポに発情する腰振り娘SP（10月20日、ナチュラルハイ）
- ナンパコNo.44（10月27日、First Star）
- 【流出映像】 女子○生 部活合宿セックス 11 テニス部編 和姦・夜這い・襲われ3P・風呂・着替え盗撮…他 わいせつ動画多数（11月26日、ビッグモーカル）
- お父さんの会社の上司にいつも中出しされています。 堀沢茉由（12月2日、h.m.p）
- 東京中出し部 Vol.07 8名230分（12月27日、MERCURY）

- カラダを売る家出制服娘を飼ってみた。01（1月10日、宇宙企画）
- 絶対本番禁止のデリヘル嬢にナマ中出し! 8 オイル素股でマ○コにチ○コを擦られてたら気持ち良すぎて思わずヌルっとナマ挿入! ダメよイヤよと嫌がりながら中出しされちゃう美乳嬢（1月17日、グローリークエスト）
- 再婚したら巨根好きの連れ娘で母の留守に男家族と粘着濃厚挿入 堀沢茉由（1月26日、ヒビノ）
- 完全レイプ輪姦 ー同級生に犯された美少女編ー 堀沢茉由（2月7日、アタッカーズ）

#### その他
- カラダを売りにして内定を手に入れる就職活動女子大生たち 過激すぎるパワハラ面接映像… 生中出し自己PR Vol.004（2月14日、S級素人）他出演：若宮はずき
- 美○女ヌード観察50人（2月28日、UMANAMI）
- 満員バスで固定バイブ痴漢されガニ股で尻を痙攣させながらイキ続ける女（2023年3月23日、ナチュラルハイ）他出演：三尾めぐ、杏奈、市川愛茉
- スカートの隙間から滑り込む指入れ痴漢で着衣のまま何度もイカされた敏感地味娘（3月23日、ナチュラルハイ）
- 素人ヘアヌード大図鑑～パイパン美女編（2023年6月24日、S級素人）- ※ まゆ 名義。他出演：おかわ雲丹、ひかり唯、るるちゃ。、愛須みのん、日向ゆら、深月めい、真白みのり、美澄玲衣、黒木逢夢
- 妄想ちゃん。【素人娘×性癖解放】 Vol.10（2023年7月21日、Jackson）- ※ ゆまさん（22）名義。他出演：安西天、皆川るい
- MOON FORCE CHEERSぱこぱこしろうとコレクション。 vol.56（2023年7月28日、DOC）他出演：NAØO、悠月リアナ、斎藤あみり
- 女子交性 ハメ撮りジャンクション。vol.32（2023年8月4日、JunKtion）- ※ まゆちゃん 名義。他出演：朝比奈ななせ、大原ひなた、吉良つぐみ
- 父が娘に連続中出し パイパン盛りマンはパパの物 女子●生 家庭内近親SEX 10（2023年11月25日、ビッグモーカル）他出演：音羽美鈴、仲川そら
- SOD女子社員「あれ、なんで服着てるの?」本日は社員総出で全裸業務の日　チ×コとマ×コ丸出しオフィスで5名の新米社員がHな特別業務に挑戦!（2023年12月7日、SODクリエイト）※ 荒北裕香 名義。他出演：五十嵐清華、夏白麻矢、内田すみれ、斉藤月乃
- マジックミラー号 どこよりも熱い夏祭り到来!! 花火大会へ向かうピチピチスレンダー美女限定 赤面羞恥 浴衣野球拳対決2023! （2023年12月21日、SODクリエイト）他出演：五十嵐清華、夏白麻矢、川栄結愛

- 「ご褒美チ○ポがあれば練習頑張れます!」合宿所のバイトは超多忙! だって女子陸上部の息抜きはボクのチ○ポだけだから! 親戚が経営する合宿所で…（2024年2月27日、Hunter）共演：冬愛ことね、藤田こずえ、有加里ののか、美音ゆめ、五十嵐美月
- ヤバイほど極限まで乱れ狂った「アヘ顔絶頂」オナニー（2024年3月12日、セレブの友）他出演：波多野結衣、森沢かな、弥生みづき、新村あかり、深月めい、三舩みすず、結菜さき、末広純、望月あやか、花芽ありす、小松杏、枢木あおい、今井えみ
- ケツ穴のシワまで丸見えにして、アナタだけに見せつけるオナニーで激イキする15人の女たち！vol.3（4月9日、セレブの友）他出演：白木優子、森沢かな、春菜はな、西村ニーナ、華澄結愛、千鶴えま、三舩みすず、彩川ゆめ、有村麻衣、岡西友美、有岡みう、しおかわ雲丹、田中ねね、乃々河奈緒花
- フロントガラスに押し付けられたオッパイで超勃起! びしょ濡れビキニJ系洗車バイト! 旅館バイトで宿泊客の車を洗車してあげる女子〇生たち。（5月28日、Hunter）共演：宇流木さらら、白浜美羽、有加里ののか、美音ゆめ
- 『お兄ちゃん久しぶりにお風呂に入ろう!』2人の妹とまさかの神3P! ボクと一緒にお風呂に入りたがる超仲良しの妹2人は想像以上に体が成長していて大興奮でフル勃起! 兄として失格!! ヤバイ!! と思ったら 何を考えているのか2人の妹も発情!! ボクのチ〇ポに貪りついてきて…（5月28日、Hunter）共演：有加里ののか／他出演：五十嵐美月、川栄結愛
- 自撮り 全裸おしっこ 放尿娘30人（6月15日、プリモ）他出演：弘中優、星仲ここみ、綾瀬ひまり、皆瀬あかり、中丸未来、星乃夏月、泉りおん、音羽美鈴、市川りく、上坂めい、二宮もも、日向ゆら、成田つむぎ、天然美月 ほか
- SOD女子社員 仕事の合間に声ガマンオナニー 日常とイキ顔見比べ23名 隠しカメラ6ヶ月撮り溜め社内本気イキ報告（7月11日、SODクリエイト）
- 素人まっちんぐEX 軟派バカ一代 街行く素人ギャルを踊り喰い! の巻（8月20日、素人まっちんぐEX/妄想族）他出演：神坂朋子、深月めい、菊池まや
- 素人まっちんぐEX あなたの彼女 堕とせなかったら賞金差し上げます! 2（9月17日、素人まっちんぐEX/妄想族）他出演：奥菜みさき、神園ゆあ、神坂朋子
- SOD女子社員7名アナル舐めマッサージ福利厚生SEX 8時間のデスクワークを終え、恥ずかしく蒸れた尻穴を舌でほじくられる執拗な腸活マッサージで肛門→クリ化 社内声ガマンち○ぽ挿入! （12月12日、SODクリエイト）※ 荒北裕香 名義。他出演：斉藤月乃、山本由梨、津久井和紗、松田捺羽、佐野星彩、北村海智

#### 「堀北まゆ」名義
- クラスの女子からは全く相手にされないボクがなぜか年上女性たちからモテまくり! オトナの魅力で迫られヤンチャ尻なWビッ痴女性教員がくい打ち圧迫顔騎で高速種搾りプレス! （8月21日予定、FALENO TUBE）共演：芦名ほのか
- 生理的に絶対無理で軽蔑していたキモ義父のテクと肉棒に溺れイキまくった…私。（9月12日予定、FALENO TUBE）

### VR動画
- ボクは今日、堀沢茉由とエッチする! つきあい始めて三ヶ月… 未だその気になってくれない恥ずかしがり屋な彼女と初エッチ!（7月23日、CRYSTAL VR）
- 「お兄ちゃんだけの特別だからね♡」【お触り禁止!のJ○レストラン】で神対応J○にセクハラ連発! 嫌がる美巨乳女子○生をラブビームでお兄ちゃん大好きっ子に豹変させて献身プレイと生ハメを愉しんだ【口内射精・中出し3発】 堀沢茉由（8月13日、こあらVR）
- 亀頭グリングリンおま●こに押し当ておっぱいムニュムニュ密着誘惑 200％本番できる挿入匂わせ確信犯セラピスト 堀沢茉由（8月30日、kawaii*）
- 親が帰ってくる【73分前…】自宅マンションの駐車場でギリギリまで美巨乳J○の桃色マ○コにハメ狂い【挟射・顔射・中出し2発】【密室汗だく灼熱カーセックス】 まゆ（9月12日、こあらVR）
- 【弾丸ピストンNTR】パワハラ上司の美人妻を堕とす! 肌と肌が激しくぶつかり合うハードピストンSEX!! 堀沢茉由（10月6日、SODクリエイト）
- 【着衣スマタ & 尻コキ特化VR】15人完全撮りおろし（11月7日、こあらVR）
- S-Cute VRフェラチオコレクション 美少女のおしゃぶりが気持ち良すぎる口内発射8連発!（12月2日、S-Cute）

- 受精しやすそうな生徒とマゾ交際 初めてのSMラブホ、理性を一切隠さずに中出しを繰り返す大人の夜遊び（1月12日、KMPVR）
- 見てないでスク水堪能して? 見るたび挑発する現役J○のくっついて離れない着衣性交 堀沢茉由（2月22日、KMPVR）
- 拘束スローピストンレイプVR 純粋J○の絶望顔を楽しみながら膣奥にゆっくり生チ○ポを挿し込み鬼畜中出し（3月24日、ナチュラルハイ）

### アダルト動画配信
- まゆさん（6月13日、俺の素人-Z-）
- 【経験人数1人ほぼ処女】【純粋無垢な美少女】【あどけない現役女子大生】【好奇心旺盛エロ娘】経験人数1人で最近まで処女だった現役女子大生がやってきた! 純粋無垢な美少女は男を知る度にドンドンエロくなるッ!! 若干二十歳の好奇心旺盛なエロ娘は只今、ドエロく成長中!!! しろうとちゃん#032 ほぼ処女現役女子大生 (20) まゆちゃん（7月4日、しろうとちゃん。）
- ラグジュTV 1584 茉由華 21歳 教師  『男優さんとのセックスを経験してみたくて…』エッチへの好奇心が抑えきれない新米教師が初登場!! 清楚で可憐な女性と思いきやセックスで豹変! 男根を貪り我を忘れて一心不乱にセックスに没頭! オイルまみれのスレンダー美ボディーを震わせながら絶頂を繰り返す!!（7月8日、ラグジュTV）
- 【妄想主観】ご奉仕は子作りでよろしいですか? 排卵日子作りご奉仕メイド 堀沢茉由（7月29日、ONETIME）
- クラスの誰も手を出せない美少女とアプリの力で待ち合わせ! 男子が羨む学年きってのアイドルのイキ顔をお金パワーで拝みまくり! まゆ（8月21日、しろうとまんまん）
- 【グラビアアイドル級の究極のボディラインJD】経験の浅い現役女子大生を人生初のラブホに連れ込んでイチャイチャ/数年ぶりのエッチに興奮しちゃってパンツは洪水状態/パイパンま●こにいざ挿入すると全力ピストンで感じまくりのよがりまくりっ!【しろうとハメ撮り＃まゆ＃21歳＃大学生】（8月31日、MOON FORCE）
- まゆ（9月7日、俺の素人-Z-）
- まゆ（9月27日、パコられ美少女）
- Hさん (仮)（10月1日、素人ペイペイ）
- 【妄想主観】セーラー服を着た美少女となまなかだし性交。MAYU（10月17日、エロタイム）
- 【変態開花ッ!!!】大人しめな清楚むっつり女子大生が何度も潮吹き絶頂! イクッ! イクッ!! イクッ!!! 何度も中出し & 恥ずかしエロコスで狂い咲き変態ロードッ!!!【妄想ちゃん。28人目 ゆまさん】（10月22日、Jackson）
- MAYU（11月7日、俺の素人）
- MAYU（11月10日、ゾクゾクタイム）
- まゆ　ウブ系美少女　じっくり調教動画（11月18日、S-Cute）
- まゆ　無毛ま●こ・潮吹き　激ピスに困り顔でイク。（11月26日、S-Cute）
- 【テニス部の猥褻事件】後輩の寝込みを襲うあたおか先輩【声も出せず絶頂セックス】地味可愛い系女子（11月26日、INITIUM）
- まゆさん (仮名)（12月7日、俺の素人）

- まゆ（1月16日、ときわ映像）
- まゆ 2（1月16日、ときわ映像）
- まゆ（1月30日、恋愛カノジョ）
- 乃木さん（3月1日、E★ナンパDX）
- アナルキラー　執拗に尻穴を狙う用務員（5月26日、おっぱいちゃん）※ まゆ（21） 名義
- 堀沢（9月12日、御茶ノ水素人研究所）
- 軟派バカ一代 激かわギャル釣れたぞぉ! の巻（10月3日、素人まっちんぐ）※ まゆchan（20） 名義
- ひとりえっち（somebodyTV）※ 安田ひとみ 名義
- ひとりえっち2（10月27日、somebodyTV）※ 安田ひとみ 名義
- 姪っ子の中出し生活 フェラ出し・中出し・2連続（11月25日、ビッグモーカル）※ かなめりあ 名義
- アイ、19歳（11月25日、パパ活ナンパ）
- りさ（12月21日、恋愛カノジョ）
- クラスでは大人しい陰キャ文系女子は実はかなりの肉食系!? サークルメンバーだけじゃ飽き足らずマチアプでさらにSEX相手探してるムッツリスケベの性に爛れたハメ撮り映像流出（12月22日、HMN WORKS）※ りさ 名義
- りあ（12月31日、素人ムクムク）

- マキ 19歳 生意気女子パパ活媚薬調教（1月6日、素人ギャラリー）
- まゆ（1月13日、しろうとまんまん）
- まゆ（1月14日、MOON FORCE）
- りあさん（1月14日、浮遊僧）
- 完全昏睡-4名- 2024≪神≫真っ白スレンダーJ● 天使・・東北産JD 好奇心旺盛 おっとり童顔L● 種付けするだけの睡眠姦映像（1月16日、BEATLE）他出演：希咲那奈、乃々瀬あい、真白さら
- りあちゃん（1月19日、シロウト速報）
- まゆchan 2（2月6日、素人まっちんぐ）
- トー横界隈援交女子 リノ 19歳（3月6日、素人ギャラリー）
- ケツ穴のシワまで丸見えにして、アナタだけに見せつけるオナニーで激イキする15人の女たち! vol.3（4月6日、セレブの友）他出演：白木優子、森沢かな、春菜はな、西村ニーナ、しおかわ雲丹、千鶴えま、田中ねね、有岡みう、岡西友美、有村麻衣、彩川ゆめ、華澄結愛、三舩みすず、乃々河奈緒花
- 露出好き変態女子 りあちゃん（4月19日、E★素人DX）
- SOD女子社員 初めてのチン嗅ぎ素人男優面接 vol.2（6月12日、SODクリエイト）他出演：五十嵐清華、内田すみれ、夏白麻矢、川栄結愛、斉藤月乃、真白さら
- 洗髪中にデカチンを物色するヤリマン美容師アシスタントの休日は、おじさんチ●ポでストレス解消するタダマン中出しハメ撮り（6月13日、ガブっと!! 素人ハメちゃう課）※ まいさん 名義
- SOD女子社員10名 業務時間内声ガマンオナニー報告3 SOD社内隠しカメラが捕えた業務中オナニー 2画面見比べておシコり下さい（6月19日、SODクリエイト）※ 荒北裕香 名義／他出演： 五十嵐清華、内田すみれ、夏白麻矢、川栄結愛、志田みずき、斉藤月乃、東條千咲、真白さら
- 素人娘俺の口マ〇コ りあちゃん（6月28日、プリモ）
- りあちゃん（8月13日、御茶ノ水素人研究所）
- とっても優しいナースさんに早漏ギンギン敏感ち○ぽの介抱してもらいました!! 発射寸前なのに優しく触られて、もー限界! ドピュドピュッドピュピュー!! 出しても出しても止まらない! くちま○こ、顔面、生ま○こに出しまくりスペシャルい（11月29日、俺の素人-Z-SECONDIMPACT）※ まゆさん 名義／共演：宇佐美みお

- 素人パンチラ in 自宅で個人撮影会vol.88 魅惑の大フィーバーコスプレガールズ! セクシーさとかわいさの上限突破! エロさのジャックポット!!（4月11日、HMN WORKS）他出演：希咲那奈、水谷梨明日、乃々瀬あい
- まゆさん（6月5日、素人しばいたろかん）
- まゆ（7月1日、素人まっちんぐ）
- りあ（7月3日、ぎがdeれいん無臭-無修正に出た女-）

### イメージビデオ
- ときめきアヴァンチュール 堀沢茉由（2021年11月19日、メディアブランド）
- 茉由レター 堀沢茉由（2022年3月23日、INTEC Inc）
- 純系ラビリンス（2023年8月25日、TEEN’S CANDY）※ 安田ひとみ 名義
- 晴れのちフェティシュ（2023年10月27日、TEEN’S CANDY）※ 安田ひとみ 名義
- Mが好きです（2024年2月27日、TEEN’S CANDY）※ 安田ひとみ 名義

## 書籍

### 写真集
- まゆごころ 堀沢茉由写真集（2022年3月24日、ジーウォーク、撮影:篠原潔）ISBN 978-4-86717-400-5

### デジタル写真集
- 「PHOTO SHOT」 好奇心旺盛なの 堀沢茉由（2021年11月18日、ラビリンス、撮影：郡司大地）
- 美少女画報 アイドルfile 堀沢茉由 写真集（2021年11月26日、PAD、撮影：郡司大地）
- 『見せてア・ゲ・ル』 堀沢茉由 写真集（2021年12月21日、ピンク倶楽部、撮影：郡司大地）
- EROS（2022年1月21日、PAD、撮影：郡司大地）
- 『快感』 堀沢茉由 写真集（2022年2月9日、ピンク倶楽部、撮影：郡司大地）
- れいむ 堀沢茉由 vol.01～vol.06（2022年5月13日、ジーウォーク、撮影：篠原潔）